# Café Miraflores
El Café Miraflores es uno de los lugares, en Santiago de Chile, donde varios de los representantes del exilio republicano español llegados en el Winnipeg y la intelectualidad chilena, se reunían habitualmente.  

## Historia
Ubicado en el centro de Santiago de Chile, en la calle Miraflores, fundado por la chilena Herminia (Mina) Yáñez Portaluppi y proyectado por el arquitecto Germán Rodríguez Arias.
Solía ser un lugar donde se reunían los exiliados republicanos españoles e intelectuales chilenos. Entonces, su propietario era Joaquín Berasaluce. El café tenía en sus paredes las caricaturas realizadas por los españoles Santiago Ontañón y Antonio Rodríguez Romera, de varios de los personajes que frecuentaban el lugar.

## Personajes
El Centro Cultural de España en Santiago, en una de sus conmemoraciones sobre la llegada del barco Winnipeg a Chile, intentó recuperar parte de la historia del Café Miraflores y pudo adquirir las doce caricaturas de Santiago Ontañón y dos de Antonio Romera, que son ahora parte de sus fondos.
Personajes retratados en las caricaturas del Café Miraflores:
1. Joaquín Fernández, comerciante, por Santiago Ontañón
2. Godofredo Iommi, filósofo, por Santiago Ontañón
3. Inés Puyó, pintora, por Santiago Ontañón
4. Rouc Vanka, por Santiago Ontañón
5. Mina Yáñez, Café Miraflores, por Santiago Ontañón
6. Joaquín Berasaluce, propietario Café Miraflores, por Santiago Ontañón
7. Lenka Franulic, periodista, por Santiago Ontañón
8. Fernando Echevarría, arquitecto, por Santiago Ontañón
9. Patricio Kaulen, cineasta, por Santiago Ontañón
10. Germán Rodríguez Arias, arquitecto, por Santiago Ontañón
11. Antonio R. Romera, crítico de arte, por Santiago Ontañón (32cms.x 21cms.)
12. Raúl Yunis, por Santiago Ontañón
13. Ferrater Mora, filósofo, por Antonio R. Romera (32cms.x 21cms.)
14. Joaquín Berasaluce, propietario del Café Miraflores, por Antonio R. Romera (18,5cms. x 26,5cms.)